# دیرفیلد (ایلینوی)
دیرفیلد (به انگلیسی: Deerfield) یک روستا در ایالات متحده آمریکا است که در شهرستان لیک، ایلینوی واقع شده‌است. دیرفیلد ۱۴٫۵۰ کیلومتر مربع مساحت و ۱۸٬۲۲۵ نفر جمعیت دارد.